# Sjednocená arabská kandidátka
Sjednocená arabská kandidátka (arabsky ألقائمة العربية الموحدة‎ al-Ká'ima al-arabíja al-muwahhada; hebrejsky רשימה ערבית מאוחדת‎‎, Rešima aravit me'uchedet), v Izraeli běžně známá pod hebrejským akronymem Ra'am (hebrejsky: רע״ם‎), je izraelská politická strana zastupující a podporující izraelské Araby. Nemá nic společného s původní Sjednocenou arabskou kandidátkou, která existovala koncem 70. a počátkem 80. let 20. století.

## Historie
Strana byla založena před volbami do Knesetu v roce 1996 a utvořila alianci s Arabskou demokratickou stranou (která měla dvě křesla v odstupujícím parlamentu) a částmi jižní frakce Islámského hnutí. Strana kandidovala pod názvem Mada-Ra'am – Mada je akronym pro Arabskou demokratickou stranu. Ve volbách získala aliance stran celkem čtyři mandáty. Během funkčního období se stala Arabská demokratická strana frakcí mimo Sjednocenou arabskou kandidátku a její jméno vypadlo z názvu strany.
V dalších volbách strana posílila a získala pět mandátů. Avšak v důsledku vnitřních neshod stranu opustili tři poslanci: Muhammad Kanaán a Taufíq Chatíb založili Národní arabskou stranu, zatímco Hašim Mach'amid založil Národní jednotu-Národní progresivní alianci.
Ve volbách v roce 2003 ztratila strana skoro třetinu své podpory a stěží se přehoupla přes 2% volební práh a získala dva mandáty.
Před volbami v roce 2006 vytvořila alianci se stranou Ta'al. Společně strany získaly čtyři mandáty, z čehož tři připadly Sjednocené arabské kandidátce. Jižní část Islámského hnutí je v současné době dominantní silou ve straně. Dalším členem strany je Arabská národní strana.

## Ideologie
Strana podporuje vznik Palestinského státu s východním Jeruzalémem coby hlavním městem a dvoustátní řešení (židovský a palestinský stát) pro řešení konfliktu v regionu.
Voliči strany jsou převážně religiózní a nacionalističtí izraelští Arabové a Beduíni. Islámské hnutí má podporu v chudých arabských městech a vesnicích a beduínských osadách.